# Torneo Rio-San Paolo 1951
Il Torneo Rio-San Paolo 1951 (ufficialmente in portoghese Torneio Rio-São Paulo 1951) è stato la 4ª edizione del Torneo Rio-San Paolo.

## Formula
Le 8 squadre partecipanti si affrontano in partite di sola andata. Vince il torneo la squadra che totalizza più punti.

## Partecipanti
| Squadra       | Città          | Stato          |
| ------------- | -------------- | -------------- |
| America-RJ    | Rio de Janeiro | Rio de Janeiro |
| Bangu         | Rio de Janeiro | Rio de Janeiro |
| Corinthians   | San Paolo      | San Paolo      |
| Flamengo      | Rio de Janeiro | Rio de Janeiro |
| Palmeiras     | San Paolo      | San Paolo      |
| Portuguesa    | San Paolo      | San Paolo      |
| San Paolo     | San Paolo      | San Paolo      |
| Vasco da Gama | Rio de Janeiro | Rio de Janeiro |

## Risultati
| Casa/Trasferta | AME | BAN | COR | FLA | PAL | POR | SPA | VAS |
| -------------- | --- | --- | --- | --- | --- | --- | --- | --- |
| America-RJ     |     | 4-3 | 4-4 |     | 6-4 |     |     |     |
| Bangu          |     |     |     | 2-1 |     | 7-3 | 4-1 |     |
| Corinthians    |     | 1-1 |     | 3-0 | 3-0 |     | 3-1 |     |
| Flamengo       | 2-1 |     |     |     |     | 5-2 | 4-2 |     |
| Palmeiras      |     | 4-2 |     | 7-1 |     | 4-1 | 2-0 |     |
| Portuguesa     | 4-2 |     | 3-2 |     |     |     |     | 2-2 |
| San Paolo      | 1-1 |     |     |     |     | 1-2 |     | 2-2 |
| Vasco da Gama  | 1-1 | 4-3 | 3-4 | 2-2 | 1-4 |     |     |     |

## Classifica
| Pos. | Squadra       | Pt | G | V | N | P | GF | GS | DR  |
| ---- | ------------- | -- | - | - | - | - | -- | -- | --- |
| 1.   | Palmeiras     | 10 | 7 | 5 | 0 | 2 | 25 | 14 | +11 |
| 1.   | Corinthians   | 10 | 7 | 4 | 2 | 1 | 20 | 12 | +8  |
| 3.   | Bangu         | 7  | 7 | 3 | 1 | 3 | 22 | 18 | +4  |
| 3.   | Flamengo      | 7  | 7 | 3 | 1 | 3 | 15 | 19 | -4  |
| 3.   | America-RJ    | 7  | 7 | 2 | 3 | 2 | 19 | 19 | 0   |
| 3.   | Portuguesa    | 7  | 7 | 3 | 1 | 3 | 17 | 23 | -6  |
| 7.   | Vasco da Gama | 4  | 7 | 1 | 4 | 2 | 15 | 18 | -3  |
| 8.   | San Paolo     | 2  | 7 | 0 | 2 | 5 | 8  | 18 | -10 |

## Finale

### Andata
| Arbitro: | Musitano |

| |            | |
| Liminha 4’ Homero 42’ (aut.) Aquiles 65’                                                                                     | Marcatori  | 3’ Colombo 48’ Jackson |
| Oberdan P Salvador D Palante D Waldemar Fiúme C Luiz Villa C Dema C Lima A Liminha A Aquiles A Jair Rosa Pinto A Rodrigues A | Formazioni | · P Cabeção · D Homero · D Rosalém · C Idário · C Touguinha · C Lorena · C Julião · A Cláudio · A Luisinho · A Baltazar · C Jackson · A Nardo · A Colombo |
| Ventura Cambón | Allenatori | Newton Senra |

### Ritorno
| Arbitro: | Rossi |

| |            | |
| Jair Rosa Pinto 17’, 52’ Aquiles 33’ | Marcatori  | 34’ Luisinho |
| · Oberdan P · Salvador D · Palante D · Waldemar Fiúme C · Luiz Villa C · Dema C · Lima A · Liminha A · Aquiles A · Jair Rosa Pinto A · Rodrigues A | Formazioni | · P Cabeção · D Homero · D Rosalém · C Idário · C Touguinha · C Lorena · C Julião · A Cláudio · A Luisinho · A Baltazar · C Jackson · A Nardo · A Nelsinho · A Jonas |
| Ventura Cambón | Allenatori | Newton Senra |

## Classifica marcatori
| Gol |  |  | Giocatore   | Squadra       |
| --- |  |  | ----------- | ------------- |
| 9   |  |  | Ademir      | Vasco da Gama |
| 9   |  |  | Aquiles     | Palmeiras     |
| 9   |  |  | Liminha     | Palmeiras     |
| 8   |  |  | Luisinho    | Corinthians   |
| 6   |  |  | Julinho     | Portuguesa    |
| 6   |  |  | Maneco      | America-RJ    |
| 6   |  |  | Teixeirinha | Bangu         |
| 5   |  |  | Baltazar    | Corinthians   |
| 5   |  |  | Hermes      | Flamengo      |
| 5   |  |  | Joel        | Bangu         |
| 5   |  |  | Rodrigues   | Palmeiras     |
| 4   |  |  | Adãozinho   | Flamengo      |
| 4   |  |  | Dimas       | America-RJ    |
| 4   |  |  | Zizinho     | Bangu         |